# 卡姆揚卡 (敖德薩區)
46°38′12″N 30°14′7″E / 46.63667°N 30.23528°E

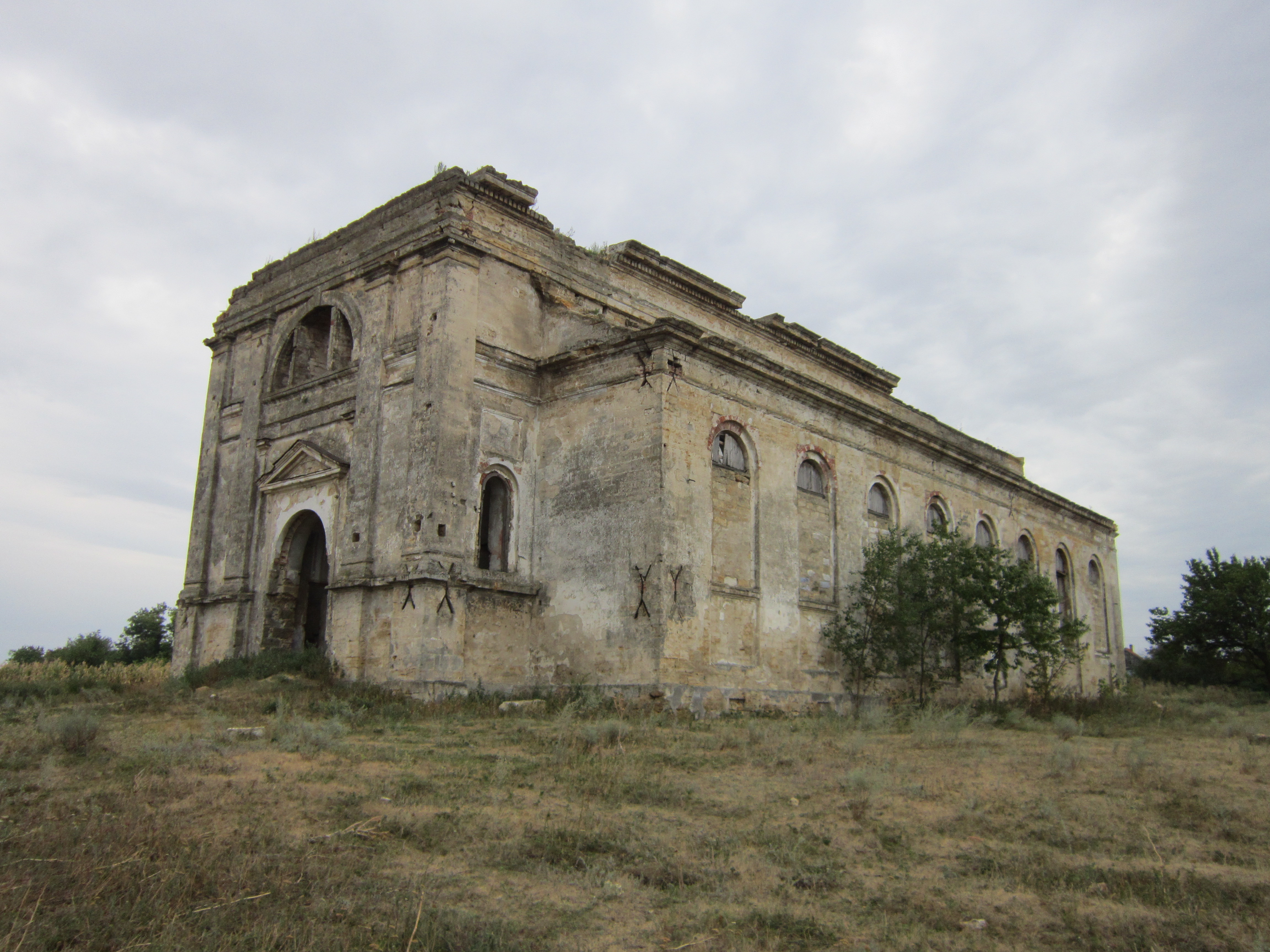

卡姆揚卡（烏克蘭語：Кам'янка）是位於烏克蘭西南部的村莊，由敖德萨州敖德萨区的維霍達市鎮負責管轄。該村始建於1808年，面積2.44平方公里，海拔高度89米，2001年人口1,390，人口密度每平方公里569.67人。